# Gnathia oxyurea
Gnathia oxyurea är en kräftdjursart som först beskrevs av Liljeborg 1855.  Gnathia oxyurea ingår i släktet Gnathia, och familjen Gnathiidae. Arten är reproducerande i Sverige.